# Witaj, siostrzyczko
Witaj, siostrzyczko – amerykański film obyczajowy z 2006 roku na podstawie powieści Claire Scovell Lazebnik.

## Główne role
- Lacey Chabert – Olivia Martin
- Sammi Hanratty – Celia
- Wendie Malick – Barbara
- David Ramsey – Wujek Dennis Klein
- Adam Kaufman – Joe, chłopak Olivii
- Erin Fisk – Alicia
- Keith Flippen – Pan Calhoon

## Fabuła
Olivia Martin to 21-letnia studentka. Jej rodzice rozwiedli się - ojciec opuścił dom lata temu, ożenił się ponownie i z tego związku ma córkę, Celię. Olivia prowadzi swoje życie w college'u i unika kontaktu z ojcem i jego nową rodziną. Pewnego dnia dowiaduje się, że ojciec i jego nowa żona zginęli w wypadku samochodowym, a ona ma zaopiekować się ich córką. Początkowo jest bardzo niechętna, ale za namową adwokata ojca bierze ją na próbę...